# Граслебен
Граслебен (нем. Grasleben) — община в Германии, в земле Нижняя Саксония.
Входит в состав района Хельмштедт. Подчиняется управлению Граслебен. Население составляет 2457 человек (на 31 декабря 2010 года). Занимает площадь 11,27 км².
| Год  | Население |
| ---- | --------- |
| 1990 | 2389      |
| 1995 | 2506      |
| 2000 | 2630      |
| 2005 | 2611      |
| 2010 | 2470      |